# شادية منصور
شادية منصور (بالإنجليزية: Shadia Mansour)‏ مغنية راب عربي تعيش في بريطانيا وهي من أصل فلسطيني.

## روابط خارجية
- شادية منصور على موقع IMDb (الإنجليزية)
- شادية منصور على موقع ميوزك برينز (الإنجليزية)
- شادية منصور على موقع ديسكوغز (الإنجليزية)